# Погорельцы (Черниговская область)
Погоре́льцы (укр. Погорільці) — село в Семёновском районе Черниговской области Украины. Население 987 человек. Занимает площадь 3,18 км².
Код КОАТУУ: 7424785001. Почтовый индекс: 15452. Телефонный код: +380 4659.

## История
В 1822 году в Погорельцах поселился писатель Алексей Перовский (который в знак этого принял псевдоним «Антоний Погорельский»), здесь им были написаны повести «Двойник, или Мои вечера в Малороссии».
В Погорельцах прошло раннее детство его племянника А. К. Толстого, также известного писателя.
Осенью 1941 года, после немецкой оккупации районов Черниговской области, в здании сельсовета была размещена немецкая военная комендатура, для охраны проходившего через населённый пункт шоссе, борьбы с партизанским движением и обеспечения выполнения мероприятий оккупационных властей здесь был размещён гарнизон. К началу декабря 1941 года в Погорельцах находились гарнизон численностью около 500 человек, склад горючего, склад боеприпасов, вещевой склад и автостоянка. Утром 2 декабря 1941 года объединённый областной партизанский отряд Черниговской области под командованием А. Ф. Фёдорова (242 партизана) при помощи 12 находившихся в селе помощников и присоединившихся к ним жителей села атаковал и разгромил гарнизон в Погорельцах. Бой продолжался сорок минут, после чего основные силы гарнизона пошли на прорыв кольца окружения и около 300 из них организованно ушли в райцентр Семёновка, ещё одна группа немцев с пулемётом забаррикадировалась в здании больницы и ликвидировать её не получилось. Тем не менее, в результате операции были уничтожены свыше 100 военнослужащих гарнизона, 9 автомашин, 18 мотоциклов и два артиллерийских орудия, сожжены склад с горючим и склад с боеприпасами, захвачено стрелковое оружие и боеприпасы.

## Власть
Орган местного самоуправления — Погорельский сельский совет. Почтовый адрес: 15452, Черниговская обл., Семёновский р-н, с. Погорельцы, ул. И. Франко, Тел.: +380 (4659) 2-31-17.

## Известные уроженцы
- Бурмаков, Иван Дмитриевич — генерал-лейтенант, Герой Советского Союза.
- Вася Коробко — пионер-герой.